# Toni Dreher-Adenuga
Oluwatoniloba „Toni“ Dreher-Adenuga (* 27. November 1999 in Stuttgart, auch Toni Loba) ist ein deutsches Model. Sie wurde 2018 Siegerin der 13. Staffel der Castingshow Germany’s Next Topmodel.

## Leben
Dreher-Adenuga wurde 1999 in Stuttgart geboren und hat eine ältere Schwester und einen sechs Jahre jüngeren Bruder. Ihre Eltern waren mehr als zwei Jahre vor ihrer Geburt aus Nigeria nach Deutschland eingewandert. Als Enkeltochter eines regionalen nigerianischen Königspaares ist Dreher-Adenuga Prinzessin. Sie besuchte das Stuttgarter Mädchengymnasium St. Agnes, wo sie 2017 ihr Abitur ablegte. Sie trat als Poetry-Slammerin auf und leitete einen Jugendgottesdienst der Freikirche Body of Christ Church.
2018 nahm sie an der 13. Staffel von Germany’s Next Topmodel teil. Während ihrer Teilnahme erhielt sie Werbespots für Deichmann und About You und eine Kampagne für MCM. Im Finale der Castingshow, das am 24. Mai 2018 im Düsseldorfer ISS Dome stattfand, wurde sie zur Siegerin gekürt. Sie erhielt einen Vertrag mit der Modelagentur ONEeins fab Management, ein Auto, ein Preisgeld von 100.000 Euro und erschien auf dem Cover der Harper’s Bazaar.
Bei der Berlin Fashion Week 2018 folgten Laufsteg-Bookings für Michael Michalsky, Rebekka Ruetz und Riani Fashion, des Weiteren Kampagnen u. a. für den Uhrenhersteller Daniel Wellington und Zalando. 2020 übernahm sie die Hauptrolle im Musikvideo zu Like I Love You von Nico Santos und Topic. Bereits 2018 spielte Dreher-Adenuga mit ihrer GNTM-Mitbewerberin Pia Riegel die Hauptrolle in Wincent Weiss’ Musikvideo An Wunder. Im September 2020 war Dreher-Adenuga auf dem Cover der Vogue Portugal.